# Adrián Cervantes
Adrián Cervantes (* 22. Dezember 1985) ist ein ehemaliger mexikanischer Eishockeyspieler und heutiger Trainer. Er stand den Großteil seiner Karriere bei San Jeronimo in Mexiko unter Vertrag. Sein älterer Bruder Alexis ist ebenfalls mexikanischer Nationalspieler.

## Karriere
Adrián Cervantes begann seine Karriere als Eishockeyspieler bei San Jeronimo. Neben seinen Einsätzen dort spielte er 2005/06 auch für Osoyoos Storm in der kanadischen Juniorenliga KIJHL. Als 2010 die semi-professionelle Liga Mexicana Élite gegründet wurde, wechselte er zu den Mayan Astronomers, einem der vier Gründungsclubs der Liga. Mit der Mannschaft aus Mexiko-Stadt gewann er zwar auf Anhieb die Hauptrunde, verlor jedoch die Endspielserie gegen den Lokalrivalen Teotihuacan Priests nach drei Spielen mit 1:2 Siegen (0:5, 5:4, 1:2). 2013 kehrte er zu San Jeronimo zurück, wo er 2016 seine Karriere beendete.

### International
Im Juniorenbereich stand Cervantes für die mexikanische U18-Auswahl bei der Weltmeisterschaft 2003 in der Division III und mit der U20-Auswahl bei den Weltmeisterschaften der Division III 2002, 2004 und 2005 sowie der Division II 2003 auf dem Eis.
Mit der Herren-Nationalmannschaft nahm Cervantes an den Weltmeisterschaften der Division II 2003, 2006, 2007, 2008, 2009, 2010, 2012, 2013, 2014, 2015, als er der beste Torvorbereiter des Turniers war, und 2016 sowie der Division III 2005, als er nicht nur Torschützenkönig und bester Scorer war, sondern auch die beste Plus/Minus-Bilanz des Turniers aufwies, teil. 2008, 2009 und 2014 wurde er jeweils zum besten Spieler seiner Mannschaft gewählt. Zudem stand er beim Pan-amerikanischen Eishockeyturnier 2014, bei dem er mit seinem Team den zweiten Rang belegte, auf dem Eis. Dort war er hinter seinem Landsmann Carlos Gómez und dem Kolumbianer Daniel Echeverri jeweils drittbester Torschütze und Scorer. Auch 2016, als ebenfalls der zweite Platz belegt wurde und 2017, als Mexiko das Turnier gewinnen konnte, stand er beim pan-amerikanischen Eishockeyturnier auf dem Eis. Außerdem vertrat er seine Farben bei den Qualifikationsturnieren für die Olympischen Winterspiele 2010 in Vancouver und 2014 in Sotschi.

### Trainer
Neben der aktiven Spielerkarriere war er bei den U20-Weltmeisterschaften 2014 und 2015 der Division III Cheftrainer und 2016, als dem Team der Aufstieg in die Division II gelang, in derselben Division Co-Trainer der mexikanischen Juniorenauswahl. Bei der U18-Weltmeisterschaft 2018 war er Cheftrainer der mexikanischen U18-Auswahl in der Division III. Zudem ist er seit 2017 Cheftrainer der Nachwuchsmannschaft Mexiko Ice Dome.

## Erfolge und Auszeichnungen
- 2002 Aufstieg in die Division II bei der U20-Weltmeisterschaft der Division III
- 2005 Aufstieg in die Division II bei der U20-Weltmeisterschaft der Division III
- 2005 Aufstieg in die Division II bei der Weltmeisterschaft der Division III
- 2005 Torschützenkönig, bester Scorer und beste Plus/Minus-Bilanz der Weltmeisterschaft der Division III
- 2015 Bester Vorbereiter bei der Weltmeisterschaft der Division II, Gruppe B
- 2016 Aufstieg in die Division II bei der U20-Weltmeisterschaft der Division III (als Co-Trainer)
- 2017 Gewinn des pan-amerikanischen Eishockeyturniers